# Senna tapajozensis
Senna tapajozensis är en ärtväxtart som först beskrevs av Adolpho Ducke, och fick sitt nu gällande namn av Howard Samuel Irwin och Rupert Charles Barneby. Senna tapajozensis ingår i släktet sennor, och familjen ärtväxter. Inga underarter finns listade i Catalogue of Life.